# Бахів (Україна)
Ба́хів — село в Україні, у Дубівській сільській громаді Ковельського району Волинської області. Населення становить 436 осіб.

## Географія
Селом протікає річка Турія.

## Історія
У 1906 році село Несухоїзької волості Ковельського повіту Волинської губернії. Відстань від повітового міста 4 верст, від волості 14. Дворів 81, мешканців 567.
До 26 липня 2016 року село підпорядковувалось до Дубівської сільської ради Ковельського району Волинської області.

## Населення
Згідно з переписом УРСР 1989 року чисельність наявного населення села становила 339 осіб, з яких 146 чоловіків та 193 жінки.
За переписом населення України 2001 року в селі мешкала 431 особа.

### Мова
Розподіл населення за рідною мовою за даними перепису 2001 року:
| Мова       | Відсоток |
| ---------- | -------- |
| українська | 98,85 %  |
| російська  | 0,69 %   |
| вірменська | 0,23 %   |
| молдовська | 0,23 %   |